# Okręg wyborczy Westminster St George’s
Okręg wyborczy Westminster St George’s powstał w 1885 r. i wysyłał do brytyjskiej Izby Gmin jednego deputowanego. Okręg obejmował część okręgu miejskiego Westminster. Został zlikwidowany w 1950 r.

## Deputowani do brytyjskiej Izby Gmin z okręgu Westminster St George’s
- 1885–1887: Algernon Percy, Partia Konserwatywna
- 1887–1900: George Goschen, Partia Liberalno-Unionistyczna, od 1893 r. Partia Konserwatywna
- 1900–1906: Heneage Legge, Partia Konserwatywna
- 1906–1913: Alfred Lyttelton, Partia Liberalno-Unionistyczna
- 1913–1916: Alexander Henderson, Partia Konserwatywna
- 1916–1918: George Reid, Partia Konserwatywna
- 1918–1918: Newton Moore, Partia Konserwatywna
- 1918–1921: Walter Long, Partia Konserwatywna
- 1921–1929: James Erskine, Partia Konserwatywna
- 1929–1931: Laming Worthington-Evans, Partia Konserwatywna
- 1931–1945: Duff Cooper, Partia Konserwatywna
- 1945–1950: Arthur Howard, Partia Konserwatywna